# Ocalea rivularis
Ocalea rivularis är en skalbaggsart som beskrevs av Miller 1851. Ocalea rivularis ingår i släktet Ocalea, och familjen kortvingar. Enligt den svenska rödlistan är arten otillräckligt studerad i Sverige. Arten förekommer i Götaland och Gotland. Artens livsmiljö är våtmarker, skogslandskap.